# André & Adriano
André & Adriano é uma dupla sertaneja de Goiânia, no Brasil, formada em 1992 por Rodrigo Dióz Simmonds (Goiânia, 14 de abril de 1972), o André, e Geovanny Bernardes de Sousa (Goiânia, 30 de julho de 1967), o Adriano.

## História
A dupla atua junta desde 1992, sob o título de "André & Adriano". Tornaram-se conhecidos em 1999, quando lançaram a canção composta por Adriano A Jiripoca Vai Piá. O disco homônimo vendeu mais de cem mil cópias no Brasil e a canção foi regravada por diversos artistas nacionais. Em 2005, lançaram a canção Rapadura, que obteve sucesso similar.
A dupla "André & Adriano" é formada por Rodrigo Dióz Simmonds, o André, goiano nascido em 14 de abril de 1972, criado em Aragarças, na divisa do estado de Goiás com o Mato Grosso. Ao retornar a sua cidade natal, Rodrigo continuou seus estudos e ingressou na Faculdade de Direito, mas acabou desistindo do curso para se dedicar à vida como cantor. Adriano é Geovanny Bernardes de Sousa, também goiano, nascido em 30 de julho de 1967. Iniciou a carreira como cantor aos 19 anos. Adriano compõe as músicas da dupla, entre elas a de maior sucesso, "A Jiripoca Vai Piá" que tornou-se conhecida na voz do cantor sertanejo Daniel.

## Discografia
Ao longo da carreira, a dupla sertaneja lançou dez discos:
| Ano de lançamento | Nome do disco          | Gravadora       |
| ----------------- | ---------------------- | --------------- |
| 1994              | Toque de Mágica        | —               |
| 1994              | André e Adriano        | —               |
| 1996              | Te amo                 | BMG             |
| 1996              | André a Adriano        | BMG             |
| 1999              | A jiripoca vai Piá     | Universal Music |
| 1999              | A jiripoca vai Piá     | Velas           |
| 2001              | Goiano e Mineiro       | —               |
| 2003              | Nosso amor é um show   | Deckdisc        |
| 2005              | Sacramentado           | —               |
| 2008              | Beber, Cair e Levantar | Som Livre       |